# Pavel Yefimovich Dybenko
Pavel Efimovich Dybenko (tiếng Nga: Павел Ефимович Дыбенко; 16 tháng 2 năm 1889 - 29 tháng 7 năm 1938) là một nhà cách mạng Xô viết và là một sĩ quan hàng đầu của Hồng Quân.

## Trước khi phục vụ Quân đội
Pavel Dybenko sinh tại làng Lyudkovo, Novozybkov uyezd, Chernigov guberniya, Hoàng gia Nga (nay là Novozybkov, tỉnh Bryansk, Nga) trong một gia đình nông dân Ucraina. Năm 1907, ông bắt đầu làm việc trong bộ phận Kho bạc địa phương, nhưng bị sa thải là "không đáng tin cậy" do các hoạt động chính trị của ông.
Từ năm 1907 trở đi, Dybenko hoạt động trong một nhóm Bolshevik, phân phát các tài liệu cách mạng trên khắp vùng Novozbykov. Ông chuyển đến Riga và làm việc như một công nhân cảng. Ông đã cố gắng để trốn nghĩa vụ, nhưng đã bị bắt và buộc phải nhập ngũ.

## Trước cách mạng tháng 10
Vào tháng 11 năm 1911, ông gia nhập Hạm đội Baltic. Sáu tháng đầu ông phục vụ trên tàu "Dvina". "Dvina" được Hải quân sử dụng như một tàu huấn luyện cho những tân binh mới tại Kronstadt. Trước đây được gọi là Pamiat Azova thủy thủ của nó là cựu binh của phong trào cách mạng năm 1906. Năm 1912, ông gia nhập Đảng Bolshevik. Năm 1915, ông tham gia vào cuộc đột kích trên tàu chiến thiết giáp hạm Hoàng đế Paul I. Ông bị giam trong sáu tháng và được gửi ra chiến trường như một người lính bộ binh tại Đức. Ở đó, anh tiếp tục tuyên truyền chống chiến tranh và lại bị giam trong 6 tháng. Ông được thả sau cuộc cách mạng tháng 2 năm 1917 và trở về Hạm đội Baltic. Vào tháng 4 năm 1917, ông trở thành thủ lĩnh của Tsentrobalt (Ủy ban Trung ương của Hạm đội Baltic).

## Vai trò của Dybenko trong Cách mạng Tháng 10

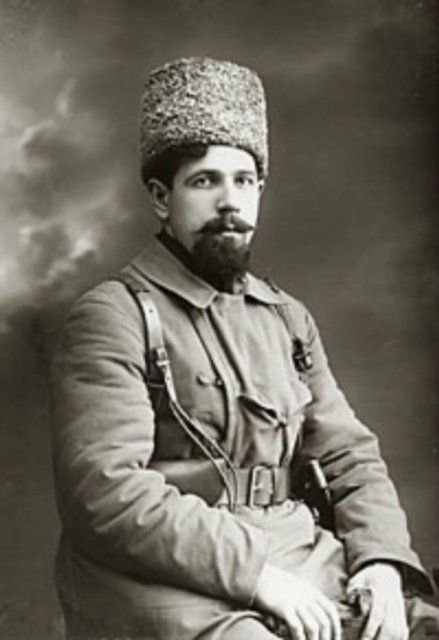
Pavel Dybenko

Trong những giờ đầu tiên sau khi chiếm Cung điện Mùa đông, Dybenko đã trực tiếp vào Bộ Tư pháp và phá hủy các tài liệu liên quan đến việc tài trợ cho đảng Bolshevik bởi các chiến dịch bí mật của quân đội Đức và Bộ Tổng Tham mưu Quân đội Đức. Dybenko được bổ nhiệm làm Ủy viên Nhân dân (Bộ trưởng) về các vấn đề hải quân. Lenin cũng không dựa vào Dybenko như một chỉ huy Hải quân mà giao cho Dybenko một trợ lý (cựu đô đốc thuộc Nga Hoàng, người đã giúp quản lý các vấn đề chuyên môn của Hải quân).
Ngày 18 tháng 2 năm 1918, quân đội Đức tiến về phía Petrograd. Chính quyền Lenin-Trotsky đã gửi Dybenko đến bảo vệ Petrograd bằng lực lượng của Hạm đội Baltic. Tuy nhiên Dybenko và các thủy thủ của ông đã thất bại và chạy trốn. Chính phủ đã ban hành lệnh bắt giữ Dybenko và đưa ông ta đến Matxcova, rằng Dybenko có thể phải đối mặt với tòa án. Quân Đức trên thực tế đã bị chặn đứng bởi cựu tướng quân người do Thái Nikolayev, người đã tổ chức một số binh sĩ Nga rút lui để chiến đấu. Thất bại tại Narva đã khiến chính phủ Bolshevik ký Hòa ước Brest-Litovsk. Vào tháng 4 năm 1918, Dybenko bị sa thải khỏi chính phủ, bị trục xuất khỏi đảng cộng sản và bị đưa ra xét xử vì hèn nhát. Tuy nhiên, tòa án đã tuyên bố Dybenko vô tội, vì "Không phải là chuyên gia quân sự, Dybenko hoàn toàn không có thẩm quyền cũng như không được đào tạo cho nhiệm vụ,... Dybenko không chuẩn bị để chiến đấu...".

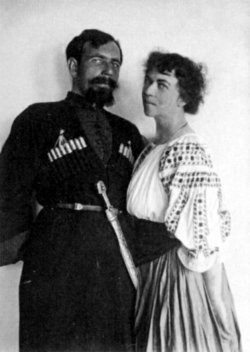
Dybenko và vợ Alexandra Kollontai

Dybenko phản đối mạnh mẽ Hòa ước Brest-Litovsk, và cố gắng tổ chức các thủy thủ để chống lại nó. Dybenko đã bị bắt. Theo lời khai của J.Sadoul, một nhà xã hội chủ nghĩa người Pháp đã có mặt tại Matxcova và viết hồi ký về thời kỳ này là những thủy thủ của Dybenko đã cứu Dybenko. Họ đe dọa sẽ nổ súng trên điện Kremlin và khủng bố các thành viên chính phủ Bolshevik. Sự can thiệp của vợ Dybenko là Alexandra Kollontai, sau đó là Ủy ban Nhân dân về các vấn đề xã hội, cũng đóng một vai trò quan trọng.
Vào tháng 4 năm 1918, Dybenko đến Samara, một thành phố được cai trị bởi các đảng phái đối lập với Bolshevik và phản đối Hòa ước Brest-Litovsk. Dybenko sớm lãnh đạo phe đối lập địa phương, và từ thị trấn xa xôi đó, ông đã xuất bản các lá thư cáo buộc Lenin tham nhũng, ăn cắp 90 tấn vàng, bất lực, khủng bố và là một điệp viên người Đức. Các nhóm đối lập Samara lên kế hoạch một cuộc nổi loạn vũ trang vào ngày 15 tháng 5 năm 1918. Tuy nhiên, một tuần trước ngày nổi loạn, Dybenko xuất hiện trở lại ở Matxcova. Ở đó, ông được tha thứ và ân xá, với điều kiện ông sẽ không bao giờ can thiệp vào chính trị nữa. Cuộc nổi dậy Samara bị nghiền nát bởi lực lượng Bolshevik. Dybenko rời Matxcova. Để giữ Dybenko tránh xa Hải quân Baltic, Lenin đã bổ nhiệm Dybenko làm một chỉ huy quân sự cấp thấp tại vùng không người giữa Nga và Ukraine. Ukraine đã bị quân đội Đức chiếm đóng như là kết quả của Hòa ước Brest-Litovsk, và sau khi Đức đầu hàng và rút lui, tình hình ở đó đã trở nên hỗn loạn.

## Trong cuộc nội chiến
Vào mùa đông năm 1918, quân đội Dybenko đã chinh phục một số thị trấn gần biên giới Nga-Ukraine ở quận Kharkov. Dybenko đã cố gắng hợp tác với các lực lượng chính trị cánh tả không phải là Bolshevik, những người đã cố gắng giành độc lập ở Ukraine. Tuy nhiên, nỗ lực này không mang lại kết quả nào.
Vào đầu năm 1919, Dybenko bất ngờ nhận được một cuộc hẹn cấp cao với Trotsky với tư cách là Tư lệnh lực lượng Hồng quân chiếm đóng Ukraine. Vào mùa xuân năm 1919, các lực lượng của Dybenko đã tiêu diệt tất cả các lực lượng chính trị không phải là Bolshevik ở Ukraine. Quân đội Dybenko tự cung cấp nhu cầu riêng của họ bằng cách cướp cả của dân địa phương, và các đoàn tàu chở than cung cấp cho Nga. Vào tháng 4 năm 1919, Dybenko đã bỏ qua các mệnh lệnh của cấp trên xâm chiếm Crimea thay vì di chuyển lực lượng của mình vào miền đông Ukraine. Kết quả là, Bạch vệ đã chiếm Donbass, và sau đó (tháng 8 đến tháng 12 năm 1919) đã chiếm toàn bộ Ukraine.
Dybenko đã tạo ra cái mà ông gọi là "Quân đội Liên Xô Crimean", với 9.000 người, độc lập với Mặt trận Ucraina. Ông đã tạo ra Cộng hòa Xã hội chủ nghĩa Xô viết Crimean, và mời anh trai của Lenin là Dmitry Ulianov, làm thủ tướng ở đó. Alexandra Kollontai cũng tham gia cùng ông. Chế độ mà Dybenko thành lập ở Crimea được gọi là "Dybenkism" của những người Bolshevik hàng đầu. Trotsky nói rằng toàn bộ Quân đội Crimean đã bị nhiễm tư tưởng Dybenkism và ngừng hỗ trợ cho Dybenko. Trong thời gian trị vì ngắn ngủi của mình, Dybenko đã khủng bố các dân tộc thiểu số ở Crimea. Chẳng bao lâu, Crimea được Anton Denikin tái chiếm. Dybenko chạy trốn sang Ukraine và mất quân đội. Một số binh sĩ của ông đã bị bỏ rơi và gia nhập vào lực lượng của Makhno, một số đã trở thành các nhóm độc lập chiến đấu chống lại Hồng quân và Bạch vệ cùng một lúc.
Vào tháng 9 năm 1919, Dybenko xuất hiện ở Matxcova, vào Học viện Hồng quân. Sau một tháng, ông được bổ nhiệm làm chỉ huy của Sư đoàn số 37, và được cử đi chiến đấu chống lại Bạch vệ tại Tsaritsyn và Tula. Vào tháng 3 năm 1920 Dybenko được bổ nhiệm làm chỉ huy bộ phận kỵ binh Caucasian, và tháng 5 năm 1920 - bộ phận kỵ binh số 2 của Mặt trận phía Nam. Do sự thiếu kinh nghiệm của Dybenko trong chiến tranh kỵ binh, sư đoàn số 2 của ông bị nghiền nát bởi kỵ binh Bạch vệ do Barbovich lãnh đạo. Sau sự kiện này, chỉ huy Bolshevik không giao phó bất kỳ kỵ binh nào cho Dybenko, và Dybenko đã bị triệu hồi tới Matxcova để hoàn tất việc học của mình.

## Sau cuộc nội chiến
Vào tháng 3 năm 1921, Dybenko dẫn đầu, dưới sự chỉ huy của Tukhachevsky, sự đàn áp của cuộc nổi loạn của hải quân ở Kronstadt. Sau sự kiện trên, Dybenko đã giành được Huân chương Cờ đỏ đầu tiên của mình. Ông đã nhận thêm hai lần nữa, trong thời gian hòa bình (12.2.1922, 19.4.22) cho hoạt động của ông trong đàn áp nông dân nổi dậy.
Năm 1922 Dybenko đã hoàn thành học tập tại Học viện Quân sự. Alexandra Kollontai thừa nhận trong hồi ký của bà, bà đã viết tất cả các bài tập về nhà và luận án của Dybenko. Cô cũng là tác giả của một số ý tưởng cải cách quân đội, mà Dybenko đã tự gán cho mình. Chẳng bao lâu sau cuộc hôn nhân của họ sụp đổ, Dybenko đã cố gắng tự tử, và Kollontai đã sắp xếp một nhiệm vụ ngoại giao cho chính mình, chỉ để tránh Dybenko càng xa càng tốt. Dybenko đã kết hôn hai lần nữa.
Sau khi hoàn thành học tập, Dybenko được bổ nhiệm làm Tư lệnh Quân đoàn 5 của Hồng quân, và sau đó là Quân đoàn súng trường lần thứ 10 và được phục hồi như một thành viên của Đảng Cộng sản. Dybenko phục vụ từ năm 1925 đến 1928 với tư cách là người đứng đầu của Tổng cục Pháo binh và Tổng cục Cung cấp của Tổng Tham mưu Hồng quân.
Năm 1928, ông được cử đến chỉ huy Quân khu Trung Á. Để che giấu sự thiếu hiểu biết của mình trong các vấn đề quân sự, ông luôn luôn ưa thích "phương pháp bàn tay sắt". Ông đã đàn áp những người theo chủ nghĩa dân tộc địa phương và những tín đồ Hồi giáo với sự tàn ác. Ông không ngần ngại tấn công thường dân trong thời bình, và đốt cháy toàn bộ các làng dân cư. Năm 1930 Dybenko được gửi đến Đức, với một nhóm nhiều tướng lĩnh khác. Năm 1933 Dybenko được bổ nhiệm làm chỉ huy quân khu Volga.
Cựu chỉ huy quân đoàn Ivan Semenovich Kutyakov, một anh hùng nổi tiếng của Nội chiến, được bổ nhiệm làm phó của Dybenko, một kẻ thù của Dybenko. Cả hai đã viết nhiều lá thư vu khống lẫn nhau. Sự vu khống này gây ra việc thanh trừng Kutyakov vào năm 1937. Kutyakov bị bắt ở văn phòng của Dybenko, với sự trợ giúp từ Dybenko, và nhanh chóng bị bắn. Bản thân Dybenko không bị tổn hại gì. Lời vu khống của Kutyakov chủ yếu là sự thật về sự tàn bạo của Dybenko, say xỉn và bất lực. Những cáo buộc này đã được biết đến ở cấp cao nhất của quân đội Liên Xô. Tukhachevsky và Uborevich công khai chỉ trích Dybenko. Nhưng ông đã viết một bức thư giải thích cho Voroshilov (sau này Bộ trưởng Quốc phòng), và được ân xá.
Sau đó vào năm 1937, Dybenko hỗ trợ Bộ Dân ủy Nội vụ trong việc chuẩn bị bắt giữ Tukhachevsky. Dybenko trở thành một thành viên của Liên Xô, được thăng cấp Tư lệnh Tập đoàn quân bậc 2 (Командармы 2-го ранга, tương đương Thượng tướng), và được chỉ định làm chỉ huy quân khu Leningrad sau Iona Yakir. Vùng Leningrad luôn là một trong những vùng quan trọng nhất, chỉ đứng sau Kiev. Dybenko đích thân dẫn đầu thanh trừng trong khu quân sự Leningrad vào năm 1936-1937. Năm 1938, ông tham gia, với tư cách là một thẩm phán, trong phiên tòa xét xử của nhóm Tukhachevsky.

## Bị thanh trừng
Dybenko là một trong số các sĩ quan đã bị thanh trừng khỏi Đảng vào năm 1938. Lúc đầu, ông đã được điều chuyển từ vị trí chỉ huy của Quân khu Leningrad do "thiếu sự tin tưởng" và được bổ nhiệm làm Phó Ủy viên nhân dân ngành lâm nghiệp. Năm ngày sau, Dybenko bị bắt và cáo buộc âm mưu với Đức Quốc Xã và liên kết với Mikhail Tukhachevsky. Bộ Dân ủy Nội vụ tra tấn Dybenko bằng cách đặt Dybenko vào một cái hộp sắt nhỏ.
Zinaida Viktorovna Dybenko, vợ thứ ba của Dybenko, bị bắt và bị buộc tội là "một thành viên của gia đình kẻ phản bội". Cô thú nhận với chính quyền về chồng mình là kẻ phản bội và gián điệp. Cô đã bị kết án năm năm trong "trại của Akmolinsk cho các bà vợ của những kẻ phản bội ".
Dybenko bị kết án tử hình và bị bắn. Hai mươi năm sau cái chết của Stalin, ông đã được phục hồi danh dự.